# Rhytachne lijiangensis
Rhytachne lijiangensis là một loài thực vật có hoa trong họ Hòa thảo. Loài này được B.S.Sun miêu tả khoa học đầu tiên năm 1998.